# كاثرين هيرنغ
كاثرين هيرنغ (بالإنجليزية: Katherine Herring)‏ هي لاعب كرة قاعدة أمريكية، ولدت في 11 يوليو 1933 في هيدريك في الولايات المتحدة، وتوفيت في 4 نوفمبر 2018 في تاماقوا في الولايات المتحدة.